# 2214 Carol
2214 Carol (1953 GF) là một tiểu hành tinh vành đai chính được phát hiện ngày 7 tháng 4 năm 1953 bởi Reinmuth, K. ở Heidelberg.